# Lithothamnion deformans (Lithothamnion)
Lithothamnion deformans (Solms-Laubach) Foslie, 1898  é o nome botânico  de uma espécie de algas vermelhas  pluricelulares do gênero Lithothamnion, subfamília Melobesioideae.
- São algas marinhas encontradas na Austrália.

## Sinonímia
- Não apresenta sinônimos.